# Pseudodiaptomus marinus
Pseudodiaptomus marinus är en kräftdjursart som beskrevs av Sato 1913. Pseudodiaptomus marinus ingår i släktet Pseudodiaptomus och familjen Pseudodiaptomidae. Inga underarter finns listade i Catalogue of Life.